# Tiago Serrago
Tiago Serrago (Buenos Aires, 5 febbraio 2004) è un calciatore argentino, centrocampista dell'Aldosivi in prestito dal River Plate.

## Carriera
È cresciuto nel settore giovanile del River Plate, club con cui ha firmato il suo primo contratto professionistico nel marzo del 2021. Nel gennaio del 2024 è stato ceduto in prestito al Defensa y Justicia, club della prima divisione argentina, con cui ha debuttato a livello professionistico il 21 febbraio nell'incontro di Copa de la Liga Profesional pareggiato 1-1 contro il Central Córdoba (SdE). Il 24 luglio ha rescisso il contratto ed è quindi tornato al River dove ha concluso l'annata con la formazione B.
Nel gennaio del 2025 è stato ceduto in prestito all'Aldosivi, altro club di prima divisione, ed il 22 febbraio ha segnato il suo primo gol con la maglia del club gialoverde nella trasferta di campionato persa 2-1 contro il Boca Juniors.

## Statistiche

### Presenze e reti nei club
Statistiche aggiornate al 31 luglio 2025.
| Stagione        | Squadra            | Campionato      | Campionato | Campionato | Coppe nazionali | Coppe nazionali | Coppe nazionali | Coppe continentali | Coppe continentali | Coppe continentali | Altre coppe | Altre coppe | Altre coppe | Totale | Totale | Totale |
| Stagione        | Squadra            | Comp            | Pres       | Reti       | Comp            | Pres            | Reti            | Comp               | Pres               | Reti               | Comp        | Pres        | Reti        | Pres   | Reti   |        |
| --------------- | ------------------ | --------------- | ---------- | ---------- | --------------- | --------------- | --------------- | ------------------ | ------------------ | ------------------ | ----------- | ----------- | ----------- | ------ | ------ | ------ |
| 2024            | Defensa y Justicia | PD              | 0          | 0          | CA+CdL          | 1+0             | 0               | -                  | -                  | -                  | -           | -           | -           | 1      | 0      |        |
| 2025            | Aldosivi           | PD              | 11         | 1          | CA              | 3               | 0               | -                  | -                  | -                  | -           | -           | -           | 14     | 1      |        |
| Totale carriera | Totale carriera    | Totale carriera | 11         | 1          |                 | 4               | 0               |                    | -                  | -                  |             | -           | -           | 15     | 1      |        |